# مجموعه مهرپادین مهریز
مجموعه مهرپادین مهریز مربوط به سدهٔ ۸ هجری‌قمری است و در مهریز، مجاور خیابان انقلاب، حدفاصل خیابان سیدمصطفی واقع شده و این اثر در تاریخ ۲۰ اردیبهشت ۱۳۷۸ با شمارهٔ ثبت ۲۳۳۳ به‌عنوان یکی از آثار ملی ایران به ثبت رسیده است. مجموعه تاریخی مهرپادین مهریز شامل قلعه، مسجد جامع (زمستانه و تابستانه)، حسینیه، امامزاده، آب انبار، حمام، بازارچه و خونه‌های قدیمی خشتی با نورگیرهای زیبا و بادگیرهای بلند بالا می‌شود. قدیمی‌ترین بخش محله و مجموعه مهرپادین متعلق به قرن هشتم هجری‌قمری است.